# Лі Лім Сен
Лі Лім Сен (кор. 이임생, нар. 18 листопада 1971, Інчхон, Південна Корея) — південнокорейський футболіст, що грав на позиції захисника. Виступав, зокрема, за клуб «Пучхон», а також національну збірну Південної Кореї. По завершенні ігрової кар'єри — футбольний тренер.

## Клубна кар'єра
Народився 18 листопада 1971 року в місті Інчхон. На юнацькому рівні виступав за Університет Кореї.
У дорослому футболі дебютував 1994 року виступами за команду клубу «Пучхон», в якій провів вісім сезонів, взявши участь у 146 матчах чемпіонату. 
Завершив професійну ігрову кар'єру у клубі «Пусан Ай Конс», за команду якого виступав протягом 2003 року.

## Виступи за збірну
1993 року дебютував в офіційних матчах у складі національної збірної Південної Кореї. Протягом кар'єри у національній команді провів у формі головної команди країни 25 матчів.
У складі збірної був учасником чемпіонату світу 1998 року у Франції, розіграшу Золотого кубка КОНКАКАФ 2000 року у США.

## Тренерська діяльність
Вперше став головним тренером команди 2010 року, очоливши сингапурський клуб «Гоум Юнайтед». З ним здобув два кубки Сингапура у 2011 та 2013 роках. 2014 року сторони припинили співпрацю.
2015 року очолював тренерський штаб команди «Шеньчжень».
2017 року виконував обов'язки головного тренера «Тяньцзинь Теда».

## Досягнення
- Переможець Юнацького (U-19) кубка Азії: 1990
- Бронзовий призер Кубка Азії: 2000
- Володар Кубка Сінгапуру (2): 2011,  2013
- Володар Кубка Південної Кореї (1): 2019